# Orthotrichum tasmanicum
Orthotrichum tasmanicum là một loài Rêu trong họ Orthotrichaceae. Loài này được Hook. f. & Wilson mô tả khoa học đầu tiên năm 1848.